# Superbigou (IMOCA)
Cet article concerne un voilier. Pour la bande dessinée, voir Superbigou.
Superbigou est un voilier monocoque de course au large de classe IMOCA mis à l'eau en juillet 2000, conçu par Pierre Rolland et construit par le skipper lui-même, Bernard Stamm.
Il bat en 2001 le record de traversée de l’Atlantique nord en monocoque et en équipage, puis, en 2002, le record de traversée de l’Atlantique nord en monocoque et en solitaire. Skippé par Bernard Stamm, il gagne deux fois la course autour du monde en solitaire par étapes : en 2003 (Around Alone) et en 2007 (Velux 5 Oceans). En 2005, il remporte la Fastnet Race. Puis il réalise encore trois tours du monde en course : mené par Jaume Mumbrú et Cali Sanmartí dans la Barcelona World Race 2010-2011 ; par Alan Roura dans le Vendée Globe 2016-2017 ; et enfin par Pip Hare dans le Vendée Globe 2020-2021.

## Historique

### Construction

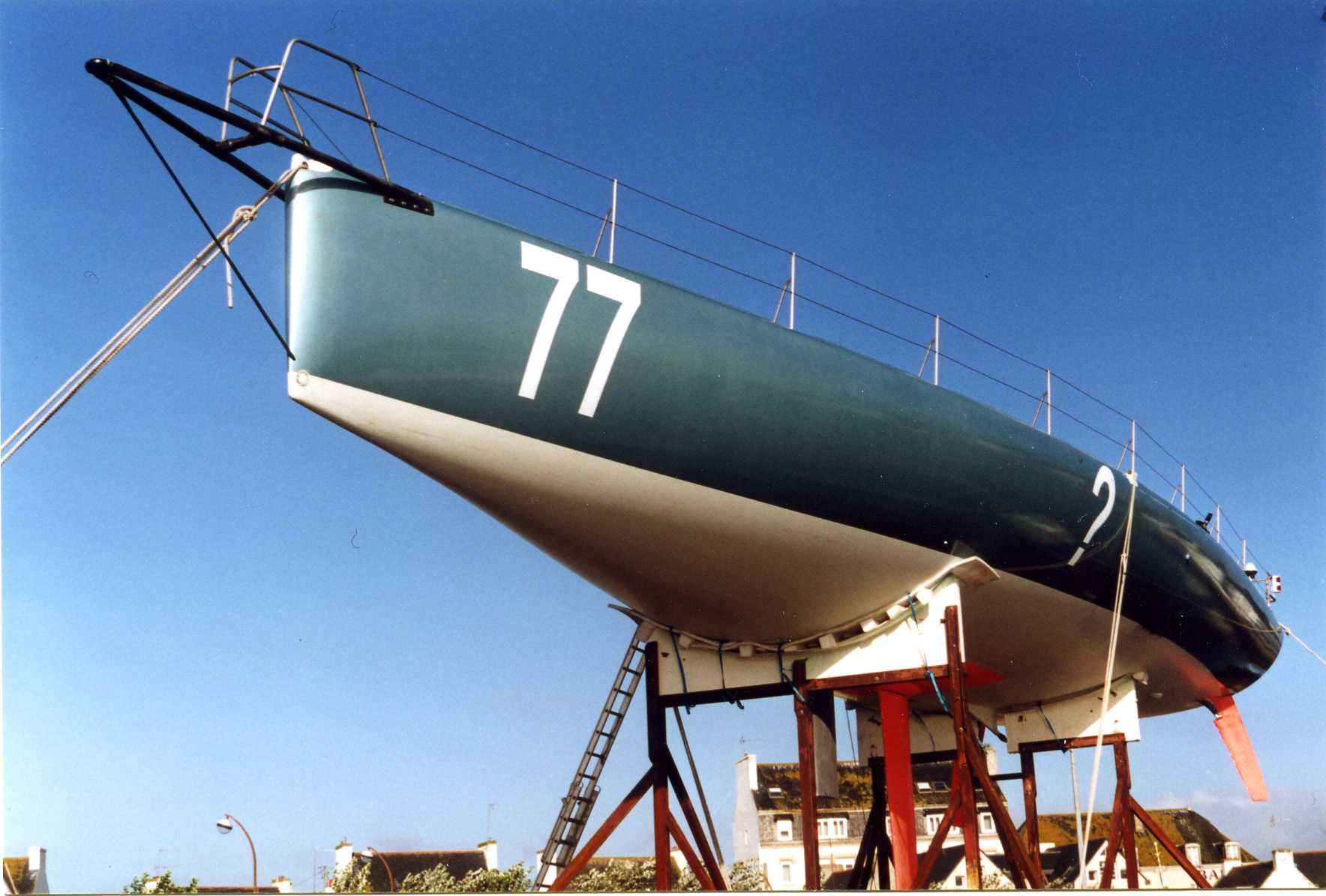
Superbigou à Lesconil, avant sa mise à l'eau.

Pour la Mini Transat 1995, Bernard Stamm avait construit à Lesconil son propre Mini 6.50, Hotel Albana, sur un plan Pierre Rolland. Il envisage à présent une participation au Vendée Globe 2000-2001. Ne disposant pas de fonds propres, il décide de construire lui-même son Imoca. Pour les plans, il fait appel à un Pierre Rolland interloqué : « Quand il m'a parlé de construire seul son Superbigou pour le Vendée Globe, avoue l'architecte, je me suis dit que ce type était un peu dérangé. Mais le plus incroyable, c'est qu'il a réussi. »
L'école de voile de Lesconil met un hangar à la disposition du navigateur. Stamm trouve un mécène suisse : Marc-Édouard Landolt. La construction démarre début 1998, avec un salarié et des bénévoles. La population locale vient en aide aux travailleurs du chantier. Le 31 octobre 1999, les deux demi-coques sortent du hangar. Du fait d'un budget limité, il faut faire appel à des équipements anciens : « Les safrans et les coinceurs sont procurés par Alain Gautier ; le mât est celui d’Isabelle Autissier ; la bôme et les voiles appartiennent à Éric Dumont ; le moule de dérive est apporté par Thierry Dubois ; les chandeliers et le balcon avant sont fournis par Roland Jourdain ; le moteur vient de Thomas Coville. »
Baptisé Superbigou en hommage à l'héroïne de bande dessinée du même nom, le bateau est mis à l'eau le 8 juillet 2000.

### Barré par Bernard Stamm (2000-2010)
Pour la première compétition du bateau, Bernard Stamm l'inscrit dans la Transat anglaise, mais, faute de préparation suffisante il ne prend pas le départ, ce qui va l'obliger à participer à une course qualificative pour le Vendée Globe. Il participe donc à la Gijón-Saint-Pierre-et-Miquelon qu'il termine second (sur deux participants), mais se qualifie pour le Vendée Globe.
Il trouve in extremis des sponsors. C'est donc sous le nom d'Armor Lux-Foie Gras Brizac qu'il prend le départ du Vendée Globe le 9 novembre 2000. Alors qu'il était 9e après 10 jours de course, il abandonne à la suite d'une avarie de ses pilotes. Il s'arrête à l'île de Sal, dans l'archipel du Cap-Vert. Il fait réparer et repart vers New York, pour tenter le record de l'Atlantique.
Le 8 janvier 2001, en 8 j 20 h 55 min 35 s, il bat de trois heures le record de la traversée de l'Atlantique nord en monocoque et en équipage, détenu par Mari-Cha III (un monocoque de 44,7 mètres, skippé par Bob Miller). Bernard Stamm est accompagné de Jean-Baptiste L'Ollivier, Christophe Lebas et François Scheeck. Il est routé par Pierre Lasnier. Il bat en même temps le record de la distance parcourue en 24 heures en monocoque : 469 milles, soit une moyenne de 19,5 nœuds.
À la suite de ce record le bateau prend un nouveau nom Bobst Group-Armor Lux. Il participe à Around Alone 2002 qu'il gagne en catégorie IMOCA en gagnant quatre étapes sur cinq et en établissant, le 2 mai 2002, un temps record en solo : 10 j 55 min 19 s, entre le phare d'Ambrose et le cap Lizard.
En 2003 le bateau change de nom pour Cheminées Poujoulat-Armor Lux. Il abandonne dans la Transat Jacques-Vabre à la suite de problèmes de ballast. En 2004 à la suite de problèmes de quille le bateau abandonne dans la Transat anglaise. Armor lux cesse son sponsoring. Il repart sous le nom seul Cheminées Poujoulat.
En 2005, après trois abandons consécutifs Bernard Stamm renoue avec la victoire dans la Fastnet Race. Bien qu'arrivé second, 13 minutes après Jean-Pierre Dick, il bénéficie d'une pénalité de ce dernier pour empocher la victoire.
En 2007, Bernard Stamm gagne pour la seconde fois consécutive, sur le même bateau, la Around Alone (devenue la Velux 5 Oceans), en remportant les trois étapes.

### Barré par Jaume Mumbrú et Cali Sanmartí (2010-2012)
En 2010, le bateau est acheté par Jaume Mumbrú. Il devient We Are Water. Mumbrú dispute la Barcelona World Race en compagnie de Cali Sanmartí. We Are Water termine 9e et dernier. Au printemps 2012, le bateau est racheté par l'Estonien Jaanus Tamme, qui le renomme 7 Seas. Pendant plusieurs années, Superbigou disparaît du circuit Imoca.

### Barré par Alan Roura (2016 et 2017)

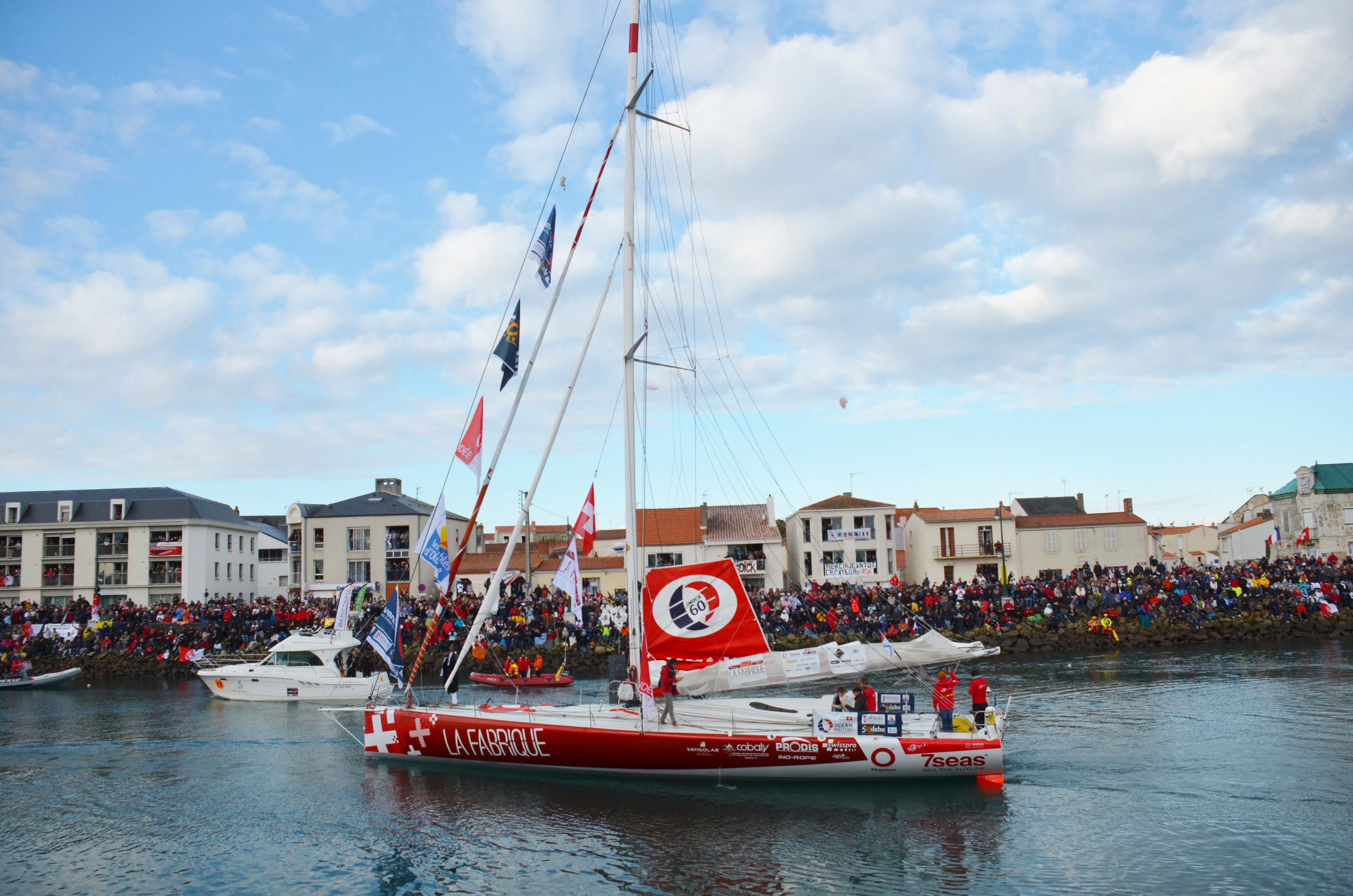
Alan Roura sur La Fabrique, au départ du Vendée Globe 2016-2017.

Le jeune Suisse Alan Roura a connu Jaanus Tamme sur le circuit Mini. Il se rend en Estonie pour examiner Superbigou :  « Il est sur un terre-plein, c'est presque une épave. Il y a un mètre de neige sur le pont. » Le feu de navigation tribord est une bouteille de bière. Le prix demandé pour la location est trop élevé pour Roura. Mais, en août 2015, Tamme propose à Roura de lui louer Superbigou pour un euro symbolique, s'il accepte de prendre en charge les frais de remise en état.
Roura trouve un sponsor, La Fabrique, une entreprise suisse de biscuiterie fine. Il réussit à remettre La Fabrique à neuf avant le départ du Vendée Globe 2016-2017. Il termine à une 12e place remarquable, compte tenu de son inexpérience et de l'âge du bateau.

### Projet d'Édouard Golbery (2017 et 2018)

Superbigou à Ystad (Suède), en 2017.

Jaanus Tamme loue ensuite Superbigou à Édouard Golbery. Le 24 août 2017, celui-ci lance un projet Vendée Globe 2020. Le bateau entre en chantier. Il est remis à l'eau à Lorient le 16 novembre. Il est inscrit à la Route du Rhum 2018. Mais un de ses sponsors se retire avant la course, et Golbery doit renoncer à son projet Imoca,.

### Barré par Pip Hare (2019-2021)
En novembre 2018, Pip Hare loue pour deux ans Superbigou à Jaanus Tamme. En quête d'un sponsor, elle donne d'abord au bateau le nom de Pip Hare Ocean Racing. En août, elle dispute la Fastnet Race, et termine 14e sur 20 Imoca. En 2020, le bateau devient Medallia. Hare s'aligne au départ d'un Vendée Globe 2020 qu'elle va disputer âprement, sur l'un des plus vieux bateaux de la flottille. Elle suscite l'admiration générale. Elle termine 19e. En mars 2021, elle ramène le bateau à son propriétaire, en Estonie.

## Palmarès

### Superbigou(Bernard Stamm)
- 2000. 2e de la Gijón-Saint-Pierre-et-Miquelon, barré par Bernard Stamm

### Armor Lux - Foie Gras Brizac(Bernard Stamm)
- 2000. Abandon dans le Vendée Globe

- 2001. Record de la traversée de l'Atlantique nord à la voile en monocoque et en équipage, en 8 j 20 h 55 min 35 s[10]

### Bobst Group-Armor Lux(Bernard Stamm)
- 2001 :
  - 3e du Grand Prix de Quiberon
  - 2e de la Fastnet Race
- 2002. Record de la traversée de l'Atlantique nord en monocoque et en solo, en  10 j 55 min 19 s[10], à l'occasion de la première étape d'Around Alone
- 2003 :
  - Vainqueur  d'Around Alone
  - 4e de la Calais Round Britain Race

### Cheminées Poujoulat-Armor Lux(Bernard Stamm)
- 2003. Abandon dans la Transat Jacques-Vabre en double avec Christophe Lebas
- 2004. Abandon dans la Transat anglaise

### Cheminées Poujoulat(Bernard Stamm)
- 2005 :
  - Abandon Calais Round Britain Race
  - Vainqueur de la Fastnet Race
  - Abandon dans la Transat Jacques-Vabre en double avec Yann Elies

- 2007. Vainqueur de la Velux 5 Oceans

### We Are Water(Jaume Mumbrú et Cali Sanmartí)
- 2011. 9e de la Barcelona World Race 2010-2011

### La Fabrique(Alan Roura)
- 2017. 12e du Vendée Globe 2016-2017

### Pip Hare Ocean Racing, puisMedallia(Pip Hare)
- 2019. Pip Hare Ocean Racing 24e de la Transat Jacques-Vabre 2019, en double avec Ysbrand Endt

- 2021. Medallia 19e du Vendée Globe 2020-2021